# شراب (عائلة)
عائلة شراب هي عائلة فلسطينية في مدينة خان يونس في قطاع غزة، قتل أفرادها على يد جيش الاحتلال الإسرائيلي في 16 يناير 2009 خلال أحداث الحرب على غزة 2008-09. الابن عامر شراب، التحق بكلية ميدلبوري في فيرمونت بالولايات المتحدة وهو عضو في منظمة بذور السلام، وهي منظمة دولية لحل النزاعات مقرها الولايات المتحدة. أصيب محمد شراب (64 عامًا) وقتل اثنان من أبنائه كساب شراب (27 عامًا) وإبراهيم شراب (17 عامًا) أثناء «الهدوء» في القتال. تم عقد خدمة في ميدلبري في 29 يناير لعائلة شراب. سرد السيناتور باتريك ليهي قصة العائلة في مجلس الشيوخ الأمريكي.
ظهر عامر شراب على برنامج الديمقراطية الآن! في 27 يوليو 2014 لمناقشة وفاة أفراد أسرته في عام 2009 وأبناء عمه في عام الحرب على غزة 2014.